# Harald Nickel
Harald Nickel (Espelkamp, 21 juli 1953 – 4 augustus 2019) was een Duits voetballer die speelde als aanvaller. Hij was lange tijd actief in de Duitse Bundesliga en de Belgische Eerste klasse en werd in het seizoen 1977/78 Belgisch topschutter en eveneens in Tweede Klasse in 1974-1975 en ook in Derde Klasse voetbal in 1975-1976.

## Loopbaan

### Begin
Nickel debuteerde in 1972 op jonge leeftijd in de Duitse Bundesliga bij Arminia Bielefeld. Hij speelde er vijf wedstrijden in de eerste ploeg. De club eindigde op de 18de plaats en degradeerde. Omdat de ploeg op dat moment reeds veroordeeld was omwille van omkoping degradeerde ze naar de Regionalliga.

### Belgische periode
Nickel vertrok en ging bij de toenmalige Belgische tweedeklasser KV Turnhout spelen. Hij speelde er van 1972 tot 1975 in totaal 148 wedstrijden en werd in zijn laatste seizoen topschutter in de Tweede klasse met 20 doelpunten. Nickel werd na het seizoen door het pas naar de Derde klasse gedegradeerde Royale Union Saint-Gilloise aangetrokken en werd daarin met de ploeg onmiddellijk kampioen en eveneens topschutter van de reeks. Het seizoen nadien speelde Nickel voor KV Kortrijk dat net naar de Eerste klasse gepromoveerd was. Hij was er een vlotte doelpuntenmaker en viel in de smaak van Standard Luik, dat hem in 1977 aantrok. In het seizoen dat hij bij de club speelde, werd hij met 23 doelpunten topschutter in de Eerste klasse.In totaal speelde hij op het hoogste niveau 64 wedstrijden en scoorde 37 doelpunten.

### Bundesliga
Het seizoen nadien verhuisde Nickel naar de Bundesliga en ging een seizoen voor Eintracht Braunschweig spelen. In 27 wedstrijden scoorde hij 16 doelpunten. De ploeg eindigde in de middenmoot.
In 1979 kreeg Nickel de kans om te spelen voor Borussia Mönchengladbach dat een vervanger zocht voor Allan Simonsen. Mönchengladbach was op dat moment een topclub in de Bundesliga en was de winnaar van de UEFA Cup 1978/79. Nickel speelde er twee seizoenen. In 65 wedstrijden scoorde hij 32 doelpunten. Zijn doelpunt in de terugwedstrijd van de tweede ronde in de UEFA Cup 1979/80 tegen Inter Milaan werd door de Duitse televisiezender ARD verkozen tot Tor des Jahres (doelpunt van het jaar). In de periode dat hij bij Mönchengladbach speelde, speelde Nickel eveneens drie wedstrijden voor het Duits voetbalelftal. Hij kon in die wedstrijden echter niet scoren.

### Einde
In 1981 verhuisde Nickel nog een seizoen naar het Zwitserse FC Basel. Hij speelde er 20 wedstrijden en scoorde zes doelpunten.